# 月マガ新人漫画賞
月マガ新人漫画賞（げつマガしんじんまんがしょう）は、講談社の漫画雑誌『月刊少年マガジン』が主催している漫画新人賞である。現在は『月刊少年マガジンコミック大賞デビュー』と題している。

## 概要
大賞は300万円とかなり高額で、編集長特別賞や初投稿賞など各種「オプション賞」もある。また、準入選以上は即掲載と謳っており、『月刊少年マガジン』を分厚くする原因にもなっている。